# Concepción (Santander)
Concepción è un comune della Colombia facente parte del dipartimento di Santander.
L'abitato venne fonsato da Pedro Manuel Angarita e José Manuel Cáceres Enciso nel 1722.